# Mingzhu Dongbei
Mingzhu Dongbei (xinès simplificat: 民主东北, pinyin: Mínzhǔ Dōngběi, literalment 'Nordest democràtic') fon una sèrie xinesa de pel·lícules documentals, noticiaris i de varietats rodades entre 1947 i 1949. La sèrie va ser rodada per Dongbei Dianying Zhipianchang. Hi ha 17 entregues, de les quals 13 són documentals i noticiaris. A més dels newsreels, les altres quatre entregues inclouen animació amb titelles, pel·lícules de divulgació i ficció.
És considerada com una de les set primeres de la història del cinema de la República Popular de la Xina. A més, a dins de la sèrie s'emeteren altres produccions pioneres, com Huangdi Meng.
El procés de rodatge de nord-est democràtic va ser extremadament difícil, especialment les notícies sobre la guerra. Tres joves càmeres van morir en el rodatge de distintes batalles. La huitena sèrie és una edició internacional editada especialment per a públic estranger.